# Idaea paulusi
Idaea paulusi là một loài bướm đêm trong họ Geometridae.